# اچ‌ام‌اس سیریوس (اف۴۰)
اچ‌ام‌اس سیریوس (اف۴۰) (به انگلیسی: HMS Sirius (F40)) یک کشتی بود. این کشتی در سال ۱۹۶۴ ساخته شد.